# 潘朵拉之心角色列表
本人物列表是根據潘朵拉之心的登場人物作簡略介紹。聲優依照廣播CD/TV動畫順序表示。

## 主要角色
奧兹‧貝薩流士（Oz Vessalius，聲：皆川純子/同左；台：丘梅君）
12月26日生日，年齡15歲，身高164cm（故事開始時是160cm）
故事的男主角，金色頭髮、翠綠色眼睛。四大公爵貝薩流士家的下一任當家。
在15歲的成人儀式中，被「巴斯卡瓦」以其存在為罪名，推進黑暗監獄「阿嵬茨」中。為了脫逃，與靈體「染血的黑兔（愛麗絲）」定立契約，成為違法契約者。出來後，發現自己竟來到10年後的世界，為了找出自己罪名並幫助愛麗絲找回其記憶，一起成為布雷克的部下在「潘朵拉」工作。
喜歡甜食、紅茶和女孩子，特別是年紀比自己小的可愛女孩，所以對見面時僅13歲的夏蘿一見鍾情。擅長：畫圖、唱歌、小提琴、舞蹈、念書、騎馬、算數、槍、劍。
年幼為了獲得父親的肯定而日夜學習，頭腦十分靈活、適應力高。但同時因為受其父親排斥之緣故，造成扭曲的「樂觀」性格，內心有陰影存在的黑暗面─對於任何事情都坦然接受，遭遇危險也以「不希望別人遭受牽連」的心態面對，看似少年老成，被艾略特點醒實則為一心求死、不想背負責任、將重量加諸他人的逃避行為。
與艾略特相遇後受其點醒及鼓舞，決定堅強起來。開始主動積極尋求「薩布里耶的悲劇」的真相。同時雖說貝薩流士和奈特雷伊兩家關係不和、彼此敵視，卻想與艾略特成為朋友。
奧茲華爾德說他是不該降生的悲哀生命、是不祥且沒有歸處、迷惘的存在。而根據夏洛特的描述，奧茲之所以被放逐到阿嵬茨的理由，是因為他是除了巴斯卡瓦以外能接近「阿嵬茨的意志」的關鍵人物。同時，他是為了隱藏傑克·貝薩流士存在的容器。容器若被破壞的話傑克的存在就會明朗化，那麼「阿嵬茨的意志」會為了追尋傑克而過分干擾現世。所以巴斯卡瓦不能殺死他，要在被「阿嵬茨的意志」發覺時，將他的存在隱藏在阿嵬茨的黑暗中。
隨著胸前刻印指針的轉動，不需要解開黑兔子的封印，自身也能使用大鐮刀，也能使用部分黑兔子的力量。而奧茲心裡也愈來愈沒辦法離開愛麗絲，有時候會把愛麗絲看的比基爾巴還重要。
真身為兩隻兔子，在一百年前為蕾西所喜愛的布偶，也是蕾西很重要的「朋友」。因為蕾西把並放在阿嵬茨裡，使兔子產生了自己的意志。在蕾西被墮入阿嵬茨時進入了沉睡，然後被愛麗絲咬醒。愛麗絲給「奧茲」這名字予那布偶，名字是從她奧茲華爾德的頭兩個英文字母改來的。
為傳達蕾西最後遺言而失去其中一個身軀。
另一身份為杰克拜託「阿嵬茨的意志」所做出來的鎖鏈，即將力量注滿入放在「阿嵬茨」的兔子身軀，變成且名為「染血黑兔的奧茲」的鎖鏈，而製作的目的為破壞世界的「核心」（亦稱為「鎖」）。由於「奧茲」被放置在「阿嵬茨」已有一段長時間，身體可承受更多的力量﹐其力量與格連的五頭鎖鏈不相百仲。
身體屬於傑克·貝薩流士。由於傑克的靈魂被「阿嵬茨」排處在輪迴之外，其身體會倒為嬰兒然後又會成長到最終年齡，之後又將開始相同的倒退，使他在這100年間都一直活著。而傑克的意識隨著時光倒留後會消失。不過，他的體內沉睡著100年幾乎毀滅這世間的鎖鏈「黑兔」。為了不讓自己的靈魂灰飛煙滅，傑克與札伊‧貝薩流士見面，希望他將這副身體將「奧茲」作為一出身就夭折的孩子的代替品迎入貝薩流士家。現在的身體屬於阿嵬茨的意志，以便他表達自己的感受以及巴司卡瓦與他溝通。
結局和愛麗絲一起消失，百年後和基爾巴重逢。
作者將他喚作「男公關」、艾利奧特叫他「矮子」（中譯是哈比人）。被稱作「阿嵬茨意志的鑰匙」。
愛麗絲（Alice，聲：川澄綾子/同左；台：林美秀）
7月20日生曰，年齡不詳，身高150cm。
故事的女主角，又被稱為「染血黑兔」，與奧茲定立契約的靈體。性格傲嬌、暴躁、自我中心，大胃王但直率、有時會露出溫柔的表情。
因為想取回自己的記憶，從「阿嵬茨」中來到奧茲的世界。奧茲一起在「潘朵拉」工作。
「阿嵬茨」中最強大的靈體，和其他靈體不同，擁有自己的人格，也不像一般違法契約者的靈體需要吃人。原形是一隻巨大的黑兔子，在「黑鴉」的力量控制下保持黑色長髮、紫色眼眫的少女姿態。戰鬥時，需要基爾巴以左手碰觸奧茲來解除黑鴉的封印，以變回巨大的黑兔子模樣，使用一把鐮刀作為武器。
喜歡踢人或物。因長時間在「阿嵬茨」，對奧茲的世界十分有興趣（尤其是食物，特別是肉類-1牛肉2豬肉3雞肉）。面對艾略特有種莫名的感覺。
根據傑克留下的筆記敘述，與「阿嵬茨的意志」是靈魂結合的雙胞胎。
被奧茲否定後回到與阿嵬茨的意志心靈交換的場所，且取回記憶（之前被破壞的記憶是阿嵬茨的意志，本身艾莉絲的記憶毫無損傷）。
在一百年前為人類，是蕾西在「阿嵬茨」所誕下的雙胞胎之一。將「奧茲」這名字給予了兔子，非常喜愛這兔子。在「薩布里耶的悲劇」前為保護奧茲而自殺。
為保護不想破壞的奧茲而將他的力量轉移到自己身上，成為「黑兔子愛麗絲」，正想破壞白愛麗絲的記憶際遭到「阿嵬茨的核」所阻礙，最後白愛麗絲的記憶被撕裂得七零八落的狀態，因為她們二人的關聯使黑愛麗絲的記憶也被撕裂。
被奧茲肯定後回來。
相貌和母親(蕾西)極為相似，但眼睛的顏色隨父親(萊維)。
對待奧茲是視其為「所有物」，在心裡卻已經不能沒有奧茲，在漫畫和動畫中被困在鏡中世界時也是被奧茲的話喚醒愛麗絲。作者將她喚作「老大」。
結局和奧茲一起消失，百年後和基爾巴重逢。
基爾巴特·奈特雷伊（Gilbert Nightray，聲：小西克幸/鳥海浩輔、坂本梓馬/同左（年幼時）；台：黃天佑、馮嘉德（年幼時））
2月5日生日，年齡自稱是24歲（因為失憶，年齡由奧茲決定的），身高182cm。
被稱做「黑鴉」，暱稱「小基」。是奧茲的隨從兼好友，黒色、自然捲頭髪和金黃色的眼睛，左耳戴著金色耳環，非常怕貓且討厭吃青椒，性格容易被他人捉弄，像是奧茲、布雷克、夏蘿等都經常捉弄他。
年幼時因喪失記憶被貝薩流士家收留，在奧茲的成人儀式中，被鎖鏈「多爾蒂」控制而傷害奧茲，所以非常憎恨「多爾蒂」的契約者諾伊茲。
在奧茲墜入「阿嵬茨」後，成為奈特雷伊家的養子。同是奈特雷伊的養子文森特是他的親弟弟。10年後與有著黑羽翼的靈體「黑鴉」簽訂契約，成為「潘朵拉」的一員、布雷克的部下，盼望著救出奧茲。再見面後因內疚沒有對奧茲說出自己的身份，其後奧茲由諾伊茲得知他的真正身份，再次發誓成為奧茲的隨從。
使用的武器是雙槍，以黑鴉的力量封住黑兔的力量。
是位出色的廚師，家事樣樣行。一喝醉就會哭。魯法斯·巴爾馬公爵透露曾嘗試戒煙8次，但意志力薄弱，沒有一次成功。而之所以會開始抽菸，是被布雷克所騙。
在一百年前成為了巴司卡瓦的子民，為奧茲華爾德的僕人，原預定成為格連的轉生容器但沒成功。
左手有著「巴司卡瓦」所束縛，使基爾巴不能違抗葛蘭的命令。因為這「束縛」以及自身的懦弱，在奧茲華爾德的命令之下用槍打了奧茲，因而變得消沉。然後，他用黑鴉的力量砍斷自己的左手使「束縛」消失，並再一次認定奧茲為他現在的主人。
為與黑鴉重新定立契約而把封血鏡所破壞掉。因為是巴斯卡瓦的子民，即使有刻印卻不會有刻針，也使他們不會因契約而墜入「阿嵬茨」。
在重新認定奧茲為主人後成長了不少，甚至可以看穿杰克所假扮的奧茲。
稱呼愛麗絲作「笨兔子」，反被她稱為「海藻頭」。
結局是等待一百年後和基爾巴.愛麗絲重逢。
札克席茲·布雷克（Xerxes Break，聲：關俊彥/石田彰；台：曹冀魯）
9月30日生日，年齡39歲（外表是24歲，實際年齡是74歲左右），身高177.5cm。
身份為蘭茲華斯家的傭人，與夏蘿同屬潘朵拉的正規契約者，被稱為潘朵拉裡最有實力的男人。為了探尋「薩布里耶悲劇」的真相不擇手段。
銀髮紅瞳但左眼沒有眼球，以瀏海遮住。擅於用劍卻不擅於跳舞和用槍。酒量很大，喜歡看別人喝醉酒發酒瘋的窘樣、同時非常喜歡甜食，常隨身攜帶各式點心。總是不從正門進出房間，能從其他奇怪的地方出現。
非常討厭文森特，稱他為「奈特雷伊的溝鼠」。
總是用表面恭維內心瞧不起的態度捉弄周圍的人，令旁人困惑，就算對象是重要的夏蘿小姐，態度也不會變(但卻很怕夏蘿暴走)。
定立契約的靈體為「瘋帽子」，能力是能排除任何與「阿嵬茨」有關的事物，使用後對身體容易造成負擔，也因此說出自己壽命剩下不到一年。笑面貓推測他的靈體應該不是黑鴉般的高級靈體。
肩上總是放著娃娃艾蜜莉（Emily，聲：石田彰；台：黃天佑）─有著藍色皮膚、棕色長髮，並藉著腹語術讓艾蜜莉一同吐嘈，被艾莉絲稱呼為「小丑」。
真名為凱文·雷格納德（Kevin Regnard）的違法契約者。50年前的人，服侍辛克雷亞家族的騎士。為了挽回家族被滅的命運，成為違法契約者，靈體是「白色騎士」，殺了116人，被稱作「紅眼的亡靈」，是目前唯一有改變過去的人。
失去的左眼是被「阿嵬茨的意志」挖出，拿來裝在笑面貓身上。
墜入阿嵬茨後，因為文森說出傑克已死的話，造成「阿嵬茨的意志」失控，空間扭曲得以返回30多年後的現世（與基爾巴出現在貝薩流士家的年代相同），之後被蘭茲華斯家收留。
目前為了實現「阿嵬茨的意志」的願望，探求「薩布里耶悲劇」的真相。在薩布里耶的時候因過度使用力量，令右眼失明。
最後在夏蘿和雷姆身邊去世。
夏蘿·蘭茲華斯（Sharon Rainsworth，聲：堀江由衣/花澤香菜；台：林美秀）
4月13日生日，年齡23歲（由於契約的影響，外表年紀約13歲)，身高157cm。
蘭茲華斯家的小姐。栗色頭髮、綁馬尾，擁有與成人一樣智慧、個性腹黑，面對布雷克時會露出傲嬌的一面。喜歡紅茶、點心、浪漫小說、聊天和捉弄基爾巴，討厭難喝的茶和蟲子，對於料理和裁縫方面不擅長，生氣時會用紙扇K人（從祖母和母親那學來的真傳）。
常與布雷克一起行動，私底下稱他為札克哥哥，並同屬潘朵拉的正規契約者，身體因為契約的關係在13歲時停止成長。
把愛麗絲當作妹妹看待，強硬的態度讓愛麗絲本能的感到害怕。
靈體為「獨角獸--艾克艾斯」，擅長移動和情報收集等諜報活動，能連結影子製造來去自如的洞口。
暫時和謝莉爾‧蘭茲華斯被軟禁在被巴司卡瓦所侵佔的潘朵拉總部。最後身體奇蹟似地繼續生長，並與同樣無法忘記失去布雷克傷痛的雷姆結婚。

## 貝薩流士家 Vessalius
奧兹‧貝薩流士（Oz Vessalius，聲：皆川純子/同左；台：丘梅君）
參見#主要角色
札伊·貝薩流士（Zai Vessalius，聲：大川透；台：黃天佑）
奧茲的父親，臉上有道刀疤，討厭奧茲並否認其存在，總以輕視語氣稱奧茲為那個。
曾將基爾巴關禁閉在房間三日三夜，基爾巴因為他對奧茲的種種而十分憎恨他。
簽訂契約的靈體是有著黑羽翼的「獅鷲」。在奧茲的成人儀式上，用獅鷲將奧茲墜落到阿嵬茨。
把自己剛出世的孩子從母親那裡奪走，主張「為了親自進行洗禮儀式而帶走了嬰兒」，但其實他將本身夭折的孩子和杰克‧貝薩流士變小後的嬰兒掉包。本來認為這做法可安慰痛失孩子的妻子。還有更重要的原因是杰克是貝薩流士家的偉大先祖，身為貝薩流士的後人是有義務傳承的，於是便將下個輪迴的杰克與自己剛出生就死去的兒子掉包。不過後來認定自己的妻子孩兒，還有奧斯卡的妻兒也是杰克所殺死的，所以非常痛恨杰克的存在。
與巴斯卡瓦勾結的原因為粉碎杰克的期望，並視寄宿傑克體內的靈魂"奧茲"為憎恨對象。
非常重視唯一親生孩子愛妲，為保護愛妲於漫畫第92話死於鎖鏈（靈體）的攻擊，至死都未承認奧茲是自己的孩子。
奧斯卡·貝薩流士（Oscar Vessalius，聲：梅津秀行；台：曹冀魯）
年齡45歲，身高190cm。
貝薩流士家的當家，奧茲的叔父，戴著方形眼鏡、留著馬尾、金髮綠眼的大叔。
由於妻子薩拉身體衰弱，她在快要誕下兒子時難產而死，其兒子都死亡。所以對奧茲和基爾巴就像對待自己的兒子一樣，負責舉行奧茲的成人儀式。
喜歡酒、女人、玩牌和偷溜出去，討厭任何會傷害自己家人的事物。
不擅長與奧茲的父親、文森特、奈特雷伊家相處以及下西洋棋，輸棋時會很沒風度的把棋盤連桌翻倒。
對奧茲跟基爾巴來說，就像爸爸一般的存在，同時也是他們心目中的偶像。
在自己的妻兒死後一度將奧茲當為替身，也認定奧茲為負擔和拷問。不過到後來否定了這種想法，並從打心底認為奧茲為支撐他的「重量」，亦希望奧茲可以得到「幸福」。即使知道這對奧茲是最殘酷的話語，但也為他祈禱這願望不會成為束縛奧茲的詛咒之言。
為掩護奧茲等人進入四翼天使之門，先被孳瓦刺傷，而後被札伊·貝薩流士開槍射殺而死。
愛妲·貝薩流士（Ada Vessalius，聲：德永愛/福原香織；台：馮嘉德）
年齡18歲，身高166cm。
貝薩流士家的長女，奧茲的妹妹，有著一樣的金髮綠眼，身材豐滿、性格天然呆。
小時候總是帶著貓兒「戴娜（Dinah）」，目前身旁跟著黑貓「凱蒂（キティ，聲：矢作纱友里）」白貓「雪球（スノウ，聲：藤村步）」，就讀於拉特維茲學院且擔任風紀委員。
有暗戀的對象（其實是文森特·奈特雷伊）讓奧茲和奧斯卡很火大。送基爾巴一頂黑帽子，基爾巴相當珍惜，也因此讓奧茲和奧斯卡誤以為基爾巴就是其暗戀對象。
私底下有著對拷問、黑魔法、幽靈之類背德或超自然感興趣的另一面，目前只有文森特知道。
被諾伊茲重傷，並被她強行帶至薩布里耶，之後以「原諒」一言拯救了活在米蘭達陰影之下的文森。
結局識破「文森死亡」的謊言但未點破，最後和平凡的男性結婚，終生再也沒有和文森見面。
傑克·貝薩流士（Jack Vessalius，聲：小野大輔、皆川純子（年幼时）；台：黃天佑）
年齡25歲，身高180cm。
艾莉絲記憶中的人物，以靈魂的碎片存在這世上，並藉著附身在奧茲身上出現在世人面前。
有著與奧茲相似的容貌、翠綠的眼睛、金髮長辮子的青年，個性自由奔放，喜歡游泳、爬樹、橘子和女孩子，卻不擅長貴族的規則。
100年前是三流貴族貝薩流士家的三少爺，在過去和蕾西的對話中透露出自己是小老婆所生的孩子因此不受重視的這項事實，自稱是音樂盒工匠，並擅長跳舞、唱歌和鋼琴。少數幾位與巴斯卡瓦當家有往來記錄並且交好的人，和奧茲華爾德雖說在性格和家世背景完全相反，卻意外成為合得來的好朋友，並與其共同製造了一隻音樂懷錶。
在「薩布里耶悲劇」中為阻止巴司卡瓦的行動，殺死葛蘭，令貝薩流士家成為四大公爵家之一。被稱為「英雄」。
在流落街頭時遇到蕾西並受到她鼓勵後，深深的愛上了她。之後為了能再重遇蕾西而發奮努力，終於在8年後米蘭達·巴爾馬的推薦下得到了到巴斯卡瓦家表演的機會並重遇蕾西。
在第一次見面中，奧茲華爾德認為他近乎「水」的感覺。「連魚也無法生存的清澈無聲的水面，望過去也只能看到自己的影子，無法知道對方的本質，明明就在眼前，卻不斷襲來無人存在的違和感。」，印證了杰克一早就放棄自我的這個事實。
雖然愛蕾西愛得沒有她就活不下去，但從來不把自己的感情強加於她身上。
在得知蕾西死去後，人格開始變得異常扭曲，行屍走肉了一段時間直到萊維告訴他關於蕾西的女兒，愛麗絲。之後透過黑兔子知道了蕾西對他的感情而下決心要把她所愛的這個世界送到在阿嵬茨的她。
引發「薩布里耶悲劇」的真兇。他希望蕾西在阿嵬茨不會感到寂寞，決定斬斷世界的「鎖」使世界墮落到阿嵬茨，希望可以把她所愛的世界送到其手上。為實現蕾西的「夢想」，他拜託白愛麗絲為他做可以破壞世界的「鎖」的鎖鏈（即染血黑兔的奧茲），也利用了文森特為救回基爾巴的心情，使他的計劃可以順利進行。卻被奧茲華爾德和黑愛麗絲所阻礙而告吹失敗。
阿嵬茨降臨雖未成功，但對傑克也造成了影響。傑克被排除在輪迴之外，身體和外貌會隨時間的流逝從成人變成嬰兒再變成人不斷的重複，在百年間不斷的輪迴中，兔子「奧茲」的意識進入了杰克的身體；但每重複一次輪迴，傑克的意識就會被減弱一分，終於在百年後傑克意識到這次輪迴完後自己的意識可能會消散，由猶如嬰兒般的「奧茲」的靈魂接管，於是便找到了札伊·貝薩流士，並用言語欺騙札伊，希望札伊能在下次輪迴中將其接入貝薩流士家族，那就是現在「奧茲‧貝薩流士」的「真相」。
過去曾收留基爾巴和文森特兄弟二人，原因是文森特有著與蕾西一樣的紅色眼睛。
據奧茲華爾德所說，他猶如澄清的水一樣，流淌進人心深處，讓人不知不覺間對其深信不疑，渾然不覺，自己的一舉一動都如他所願。
根據亞瑟·巴爾馬所留下的筆記，傑克在殺死葛蘭、破壞其身體後，為了再度阻止摯友，向亞瑟·巴爾馬提出請求：在自己因胸前的傷去世之後，自願犧牲自我軀體，將其肢解作為詛咒的媒介。碎片共有五個，但實際上是使用奧茲華爾德的身體，作為詛咒的媒介來佈陣就能封印進而阻止其靈魂覺醒。而亞瑟·巴爾馬所留下的筆記為傑克要掩飾100年前悲劇的真相而拜託他寫的，並稱之為一個滑稽的童話故事。
作者將他喚作「小傑」。
其實就連自己也不了解自己的內心，像個傀儡一般迷失了自我。就連奧茲華爾德的靈魂消逝和自己對望時，儘管自己流下了眼淚，卻不知道「為何而哭」。
最後自願成為阿嵬茨之核的容器，靈魂消散。
凱特（Kate，聲：久川綾；台：丘梅君）
服侍貝薩流士家的女管家，性格容易緊張。
瑞秋·賽希爾（Rachel Cecil）
奧茲和愛妲的母親，札伊的妻子。
在誕下艾達後隨即被捲入馬車暴走事故而死亡。但謠傳是被奈特雷伊家暗殺的，而札伊則堅信是杰克所殺的（被杰克的消息所誤導）。

## 奈特雷伊家 Nightray
基爾巴特‧奈特雷伊（Gilbert Nightray，聲：小西克幸/鳥海浩輔、坂本梓馬/同左（年幼時）；台：黃天佑、馮嘉德（年幼時））
參見#主要角色
文森特‧奈特雷伊（Vincent Nightray，聲：福山潤/大浦冬華（年幼時）；台：曹冀魯、林美秀(年幼時)）
自稱23歲（因為基爾巴特自稱24歲），身高177cm。
基爾巴特的弟弟，罪孽之子。與基爾巴同樣被奈特雷伊家收養。為人非常腹黑，是個嚴重兄控，喜歡讓基爾巴特困擾，討厭紅蘿蔔、陽光、多嘴的女人和妖魔鬼怪之類的話題，對愛妲抱持著既喜歡又討厭的複雜情感。
患有虹膜異色症，金髮、左眼與基爾巴特同樣是金黃色的，但右眼是紅色，生氣時的眼神和基爾巴很像。
唯一一名左撇子。
二重契約者，和兩個靈體簽約。「睡鼠」，受其影響，容易陷入昏睡，每次都需要艾歌照顧；違法的鎖鏈「死刑執行人」，另外被誤取外號「獵頭者女王」，是犯下最初獵首的元凶。
知道部分薩布里耶悲劇的真相，但很害怕被人知道（因為米蘭達和他說，若被人知道了「真相」，施加在基爾巴特身上的「魔法」便會消失，以後再沒有人跟方法可以拯救基爾巴特。）
為了給予基爾巴特一個沒有他的人生，打算巴斯卡瓦和潘朵拉都加以利用。為了得到貝薩流士家的門而與愛妲交往，卻被愛妲不為人知的一面嚇到了。
和基爾巴特同是100年前的人。在過去100年前，因為天生紅眼瞳會帶來災害而被稱作「罪孽之子」，受盡欺侮。後被傑克所救，並收留了他和基爾巴特。
過去被傑克欺騙以為基爾巴特要被殺。為了救基爾巴特，打開阿嵬茨的大門，使傑克得以和染血黑兔簽訂契約並使薩布里耶墜入阿嵬茨。
認為自己的體質無法和愛妲共度一生，選擇讓基爾巴特向愛妲說謊自己已經死亡，希望愛妲能和平凡的男性得到幸福。結局在經歷一百年的時間為了哥哥的幸福而在全世界中找到奧茲和愛麗絲，後壽命已盡、心滿意足的死在哥哥的懷裡。
艾歌（Echo，聲：廣橋涼/同左；台：馮嘉德）
年齡16歲，身高163cm。
文森特的部下，銀白色短髮銀色眼眫的三無少女。說話很有禮貌、體能也十分高，使用暗器戰鬥。
原本是只會盲目聽從文森特的命令、對身邊的事物欠缺關心、行動有如機械般的傀儡，認為自己只是如同回音般的存在，不論遭到怎樣的對待都不能拒絕，但受到奧茲影響，感情漸漸變得比較豐富。
擅長蔬菜切絲、喜歡布娃娃─將太和寫觀察日記，對紅色感到不擅長，被奧茲稱作「小艾可」。
其真實身分是諾伊茲的靈體多爾蒂（Tweedledee）為了保護主人脆弱的人格崩壞的速度，而分裂出來的分身多爾達姆（Tweedledum），是回音般的存在，但因為靈體的操控能力會隨著時間減弱所以每過一段時日便會消逝，再產生新的艾歌。
現今的艾歌有意識到「艾歌們」曾經存在的這件事情，並因為奧茲對自己的認同而產生了先前的艾可所沒有的自我意識，誓死保護諾伊茲不被多爾蒂吞噬。
阻止諾伊茲殺死文森特，並點醒她自己真正的心意是保護文森特才對。
最後和諾伊茲一起死亡。
埃利奧特‧奈特雷伊（Elliot Nightray，聲：野島裕史；台：曹冀魯）
年齡16歲，身高172cm。
奈特雷伊的嫡子亦是基爾巴特和文森特的義弟，和奧茲一樣是《聖騎士物語》的愛讀者，並與侍從里歐和奧茲的妹妹愛妲就讀於拉特維基學院。
銀色翹髮和冰藍色眼眫的熱血少年，有顆愛哭痣、虎牙，激動時容易揮劍亂砍，脾氣暴躁、嘴硬卻充滿正義感，是個刀子口，豆腐心的好人。很崇拜劍術高強的布雷克。
愛妲形容他是個溫柔且直得信賴的人、里歐說他是個聰明的笨蛋、布雷克形容他是個沸點很低的少爺（在民間則被形容為：低沸點少爺）。
正因他的熱血性格和直腸子，讓他成為點醒奧茲病態性格的重要人物。
是愛貓派，但因為家人都不喜歡貓而不敢承認這件事。甚至曾經偷偷在四下無人的時候和愛妲的貓兒們玩耍。
喜歡看書，擅長鋼琴和劍，討厭小孩子和貝薩流士家的人（兩家關係不和）。在遇到奧茲後就漸漸對貝薩流士家的人改觀了。
因為靈體對記憶的影響，當奧茲詢問「蕾西」時回答是他作的曲子（真正的作曲者是格連‧巴斯卡瓦）。
因為家人大多在獵首事件中遇害，決定無論如何要捉到兇手─獵頭者女王。
時常眩暈、夢到自己殺人的惡夢，愛麗絲遇到他也聞到不同於一般人的氣味。在獵首者篇章中，發現自己就是獵首者，靈體為蛋人的核之契約者。每次作案后被蛋人抹去記憶，而夢到惡夢的原因推測為獵殺別人時所留下的記憶，或是蛋人在100年前悲劇所留下的記憶。後來為了使鎖鏈徹底消失，自心底否定蛋人的一切而死亡。
是文森特少數尊敬並且有好感的人，死前把遺言告訴文森特，希望他能轉告給李歐。遺言的內容是：「抱歉，里歐。」
里歐‧巴斯卡瓦（Leo Baskervill，聲：渡邊明乃；台：林美秀）
年齡16歲，身高163cm。
埃利奧特的侍從，白天使之家出身。一頭黑色亂髮，戴著的圓形厚眼鏡是在成為埃利奧特的侍從時要求埃利奧特送的。喜歡閱讀、討厭任何會妨礙閱讀的事物，擅長速讀和鋼琴卻不善於用槍、劍等武器。
是個凡事按自己步調、我行我素的人，總是能公正客觀地直言糾正埃利奧特的過錯。事實上，他也是個脾氣也不怎麼好的人，只是因為身邊有比自己更加暴躁的人，所以相對的冷靜多了。
小時候可以看見別人不能看見的「黃金光點」，腦內也會迴響著某人的聲音（後證實光點為阿嵬茨傳過來的力量，而聲音則是寄宿在他靈魂深處的歷代格連的靈魂），因此被別人視為怪胎。十二歲時母親被鎖鏈所殺，他被帶入白色天使之家，並在那兒認識埃利奧特‧奈特雷伊。
戴眼鏡的原因是他不希望看見這個世界。艾略特曾經看過其髮下的面目，並覺得里歐的眼睛很漂亮。
雖然他能聽見格連的聲音，但由於他拒絕且否定，葛蘭他們只能消失。
於埃利奧特死後將自己所知的一切說出來。
認為自己害死埃利奧特，所以對同樣傷害了自己最親的人的文森特表示理解。
視阿嵬茨的意志為元兇，極度憎恨她，並想把她從世上除去。
口頭上說自己渴望破壞一切，以及他和奧茲只是透過埃利奧特所認識，並誤以為對方是「朋友」，當埃利奧特死亡後和奧茲的關係就只剩下敵人。但被奧茲說破，只是想破壞自己而已。
實際上是創作一首旋律與奧茲的懷錶相似的曲子的作曲者，命名為「蕾西」（與格連創作的曲子同名）的人是他。
是格連的容器，賈巴沃克的現任契約者。被奧茲華爾德佔據著身體，因為他說里歐已經不能戰鬥，中途其身體還被布雷克砍傷而失去左手。於奧茲華爾德靈魂逝去後重新控制身體，表明反對改變過去。
最後覺醒自己意識，並作為格連和巴斯卡瓦一族收拾殘局直到壽終正寢。
巴納特‧奈特雷伊（－Brnard Nightray，聲：金光宣明；台：曹冀魯）
基爾巴特和文森特的養父、埃利奧特的父親、四大公爵家奈特雷伊的當家。黑髮、留著山羊鬍、腳行動不變所以佇著柺杖。
對於突然出現在潘朵拉本部的奧茲和黑兔子大聲喝斥。並為奧茲成人儀式中行蹤不明的札伊‧貝薩流士作不在場證明。
為使奈特雷伊家族恢復地位而不擇手段。不僅在秘密研究鏈鏈，在前首都薩布利耶設立白色天使之家（表面為收留因鎖鏈事故而喪失父母的孩子，實則是提供實驗體的孤兒，因為與「阿嵬茨」有緣的人可以很容易召喚鎖鏈，再加上是小孩子的話更能使其輕易結下契約），即使自己的兒子埃利奧特變成違法契約者，也沒阻止事情的發生，只是一直在「觀察」著，間接使事情暴走到不可復加的地步。
知道里歐和格連的關聯而將他藏在白天使之家，最後被文森特殺掉。
弗雷德‧奈特雷伊（Fred Nightray）
埃利奧特的兄長、基爾巴特和文森特的義兄，獵首事件最初的被害者。
後來証實是文森特使用靈體一一死刑執行人(獵首女王)所殺害的。
克洛德‧奈特雷伊（Claude Nightray）
埃利奧特的兄長、基爾巴特和文森特的義兄。
不承認基爾巴特、文森特和里歐是奈特雷伊家的一分子，並打算聯合阿涅斯特‧奈特雷伊盜用獵首之名來殺了他們，但最後被蛋人發現，在獵人頭事件中身亡。
阿涅斯特‧奈特雷伊（Ernest Nightray）
埃利奧特的兄長、基爾巴特和文森特的義兄。
不承認基爾巴、文森特和里歐是奈特雷伊家的一分子，並打算聯合克洛德‧奈特雷伊盜用獵首之名來殺了他們，但最後被蛋人發現，在獵人頭事件中身亡。
瓦妮莎‧奈特雷伊（Vanessa Nightray）
埃利奧特的姊姊、基爾巴特和文森特的義姊，
因為威脅如果里歐對她弟弟再做什麼她就會殺了里歐，而被艾略特的靈體殺害。
芭妮絲‧奈特雷伊（Duchess Bernice Nightray）
為埃利奧特‧奈特雷伊的母親，基爾巴特和文森特的養母，被伊斯勒·尤拉攏入邪教教團。原打算殺掉里歐以重演薩布里耶的悲劇，但被埃利奧特的靈體阻止並殺害。

## 蘭茲華斯家 Rainsworth
夏蘿·蘭茲華斯（Sharon Rainsworth，聲：堀江由衣/花澤香菜；台：林美秀）
參見#主要角色
札克席茲·布雷克（Xerxes Break，聲：關俊彥/石田彰；台：曹冀魯）
參見#主要角色
謝莉爾·蘭茲華斯（Sheryl Rainsworth）
年齡不詳，身高160cm。
四大公爵家─蘭玆華斯的當家，魯法斯的青梅竹馬，也是夏蘿·蘭茲華斯的奶奶。對於謎團之類的東西感到不太擅長而且討厭。
以輪椅代步，平常是個一臉笑咪咪的貴婦人，但生氣的時候很可怕，紙扇KO人的功力也比夏蘿還要強，被稱為潘朵拉最兇狠的角色。稱呼巴爾馬為「小路」。
曾和夏蘿‧蘭茲華斯被軟禁在被巴司卡瓦所侵佔的潘朵拉總部，後被人救出。
靈體為「梟」，貓頭鷹型態，具有能使空間變成一片黑暗的能力，還可以隨意變換體積，變大時可用於騎乘。
雪莉·蘭茲華斯（Shelly Rainsworth）
夏蘿的母親、夏麗露的女兒。收留了失去左眼的布雷克。
身體欠佳，原本預訂出席奧茲15歲的成人儀式也改由女兒夏蘿前往，曾經捉弄過去留長髮的布雷克穿女裝。
已死亡，但詳細時間不明。於死前鼓勵布雷克活下去。

## 巴爾馬家 Barma
魯法斯·巴爾馬（Rufus Barma，聲：内田夕夜、長（幻影）；台：黃天佑）
年齡67歲，身高176cm。
四大公爵家─巴爾馬的當家，同時也是目前最長壽的一位公爵，因為契約關係外表仍是20歲左右。
有著紅色長髮，經常手拿一把鐵扇。頭上那根翹毛特別顯眼，被布雷克叫作「呆毛公爵」。
為人陰險狡詐。學識豐富，掌握著各方面的情報和資料，求知慾旺盛，認為知識就是力量，為了得到情報不則手段，將他人當做工具一般利用。深愛着青梅竹馬─謝莉爾。
奧茲等人曾透過他尋找「沙布里耶悲劇」的線索。
靈體是有著黑羽翼的「愚鳩(ドードー)」，能力為製造幻覺。以幻覺製造自己的替身─肥胖如肉球、八字鬍的小丑。
為發揮巴爾馬的能力而投靠巴斯卡瓦，打傷謝莉爾，奪去蘭茲華斯家的鑰匙和把鑰匙毀掉，使透過蘭茲華斯家的門而訂立契約的鎖鏈暫時不能使用。
實際上將蘭茲華斯家的鑰匙交給雷姆，吩咐其帶往拉特維基學院，成為布雷克等人成為脫離的關鍵。被破壞的那一把則是巴爾馬家的鑰匙。
因為以前魯法斯與謝莉爾為了互相保證對方不會背叛自己而交換了所屬的鑰匙，同時魯法斯也預想了將來某一天，潘朵拉被攻陷的狀況下，能用障眼法保下最後一絲希望。
加入巴斯卡比魯的目的為阻止奧茲華爾德改變過去，因為若過去被改變，四大公爵家也不會出現，便會失去與謝莉爾相識的機會。
目前因巴爾馬家鑰匙被破壞，無法使用靈體。
後來跟隨控制著里歐身體的奧茲華爾德前往沙布里耶，中途卻因為計謀被奧茲華爾德識破而被對方追殺，因為無法使用靈體選擇自行跳下山谷。於漫畫104話表示生還。
事件結束3年後逝世，到死前都未能成功追求謝莉爾，但他很滿意和謝莉爾之間的距離感。
雷姆·魯內特（Reim Lunettes，聲：諏訪部順一；台：黃天佑）
年齡26歲，身高185cm。
魯內特伯爵家的次子，自小就服侍著四大公爵家之一的魯法斯．巴爾馬，亦是布雷克的多年朋友。
高額頭、三白眼、戴著橢圓形眼鏡，工作狂，每次緊張時都會出現擦眼鏡的習慣動作，雖說存在感渺小卻深得周遭人物的信任。
在11歲時曾寄居在蘭茲華斯家期間約兩年。
簽訂契約的靈體是「三月兔(三月ウサギ)」，能力是假死。
在尤拉公館事件一度陷入昏睡狀況，在醒過來後依照巴爾馬公爵的指示把奧茲等人帶到拉特維基學院。
布雷克死後，與巴斯卡比魯一眾交涉，為拯救世界而共同努力。
結局與夏蘿結婚，兩人終其一生懷念死去的布雷克。
亞瑟·巴爾馬（Arthur Barma）
100年前巴爾馬家的當家，目睹了「薩布里耶悲劇」。留下一本滿是暗號的筆記。
在一開始認為傑克是個和藹可親的人，對他有著憧憬，當傑克表示他們是朋友時也表現出不可置信的樣子。
杰克拜託他寫一本筆記，記述有關「空虛男人的故事」。一開始完全不知道杰克在說什麼，不過慢慢也發現事情真相，也知道了杰克稱他們為朋友目的只是想接近他的妹妹米蘭達。
知道真相後對傑克的不信任感不斷膨漲，但為時已晚。為不使巴爾馬地位受到威脅而用多重的密碼掩蓋事情的真相。
稱杰克為「活著的亡靈」。
米蘭達·巴爾馬（Miranda Barma）
100年前巴爾馬家的人，亞瑟的妹妹。有著與魯法斯相似容貌的女性。慫恿文森打開阿嵬茨的大門。
有戀頭癖，曾多次幫助過傑克，但代價為奧茲華爾德的頭顱。
在100年前薩布里耶的悲劇發生時遭奧茲華爾德重傷，並和沙布利耶一同墜入阿嵬茨，靈魂因此無法得到百年輪迴的救贖。後來變成了靈體，也就是現在的「獵頭者女王」（文森的靈體），文森還因此被奧茲華爾德謔稱「你永遠沒辦法從那女人（米蘭達）的陰影裡逃脫」。

## 巴斯卡比魯家族 Baskerville
格連・巴斯卡比魯（Glen Baskerville，聲：谷山紀章；台：曹冀魯）
年齡不明，身高184cm。
本名奧茲華爾德(Oswald)，蕾西的哥哥。100年前為萊維的隨從，後來成為其容器。巴斯卡比魯家的當家，為巴斯卡比魯子民至高無上的存在。
100年前外表是個紫眼、黑髮、中分髮型、下睫毛修長的男子，個性沉默寡言並負責任，有點天然呆。
傑克的摯友，對傑克相當信任，並共同合作創造了一只音樂懷錶─樂曲「蕾西」由他作曲（曲名是他妹妹的名字）、懷錶由傑克製作。
認為蕾西作為罪禍之子誕生以及她的死是因自己造成，並為此感到非常自責。在蕾西墜入阿嵬茨後尋求責罰，即使知道會非常痛苦也獨自承擔照顧愛麗絲的責任。
表面上是「沙布利耶悲劇」的主謀者，即使是巴斯卡瓦子民也不知道詳情。100年前傑克引發「沙布利耶悲劇」，由於被捲入的人類會吸收阿嵬茨的力量變成靈體，導致他們無法輪回轉生，格連為了不讓人民墜入阿嵬茨且成為靈體而果斷命令巴斯卡瓦子民殺盡城中的人。並派出身上僅有的5個鎖鏈鎖住世界，最後被傑克殺死，但百年後傑克聲稱格連仍活著。
傑克曾經說對格連說過，世界是能吞噬一切的黑暗，而蕾西像是潘朵拉的盒子裡的希望，是個極為重要的存在。在她不在之後，這世界就什麼都不剩，連絕望也不存在。
根據傑克所留下的筆記，在100年前因為想得到「阿嵬茨的意志」曾幽禁愛麗絲於一座高塔內。
身為巴斯卡瓦家唯一且永遠當家的他並非人類。體內寄宿著賈巴沃克、黑鴉、愚鳩、梟、獅鷲五個黑羽毛的靈體。以其不滅的靈魂，必須不停更換肉體容器，持續統治著巴斯卡比魯家，為紅色死神的絕對君主。轉移之後，失去靈魂的身體會變成新的靈體（因為滲入體內的阿嵬茨力量十分強大），像蛋型矮胖子就是前一個葛蘭的身體所化成；人格方面大部分的時間和思考的主導權會在下一個容器的所有者身上，而原先的意識則不會浮現。
被杰克將其肢解的身體作為詛咒的媒介，使他的靈魂不會輕易浮現出來。碎片一共有五個，目前全都被破壞。
佔據著里歐的身體，並認為導致100年前的悲劇是因為自己的天真。希望改變過去，親自殺死蕾西，否定阿嵬茨的意志誕生的事實，使傑克和巴斯卡瓦的接點消失。愛麗絲、阿嵬茨的意志和染血黑兔都不存在的未來就會誕生。
在最後一刻還是下不了手殺死自己的親生妹妹，因為強行使用里歐的身體最後靈魂化為光點消逝。
萊維・巴斯卡比魯（Levi Baskerville，聲：櫻井孝宏）
奧茲華爾德之前的上一代「格連」。
在蕾西幼年就提出要蕾西加入自己的實驗，目的是得到「變化」，測試「構成阿嵬茨的力量是否可以為人所用」，為此使蕾西在阿嵬茨誕下雙胞胎愛麗絲。而實驗的成果為「阿嵬茨的意志」的出現，另一個孩子，即黑愛麗絲則被放到外界。
在蕾西墮入阿嵬茨之後，萊維將自己的實驗以及一些有關阿嵬茨世界的秘密告訴了傑克，并鼓勵傑克為實現蕾西的「願望」而行動，是暗中促成傑克發动「沙布里耶悲劇」的幫凶。
蕾西・巴斯卡比魯（Lacie Baskervill，聲：川澄綾子）
100年前傑克和奧茲華爾德共同熟識的長髮女性，愛麗絲和阿嵬茨的意志的母親。黑髮紅眼的外貌與愛麗絲極度相似，個性和阿嵬茨的意志十分相似。
和文森一樣是罪孽之子，奧茲華爾德的妹妹。
經常去阿嵬茨，能與阿嵬茨之核接觸。
因其罪孽之子的身分，以「持有會威脅阿嵬茨平衡的『罪孽之眼』誕生於世」的罪名，被成為格連的奧茲華爾德親手墜入阿嵬茨，已經不在人世，甚至無法進入百年輪迴。
所使用的鎖鏈和「染血黑兔」是同一類型。
名字被奧茲華爾德拿來作為懷表弦律的曲名（與里奧所作的曲子同名），非常喜歡這首曲子。
是位任性卻又心思細膩的女性，即使知道自己的命運仍「熱愛這個世界」。
接受了萊維的實驗，在墮入阿嵬茨後誕下雙胞胎愛麗絲。
臨死之前看見了「未來的奧茲華爾德」（附身在里歐身上的靈魂），帶著理解了一切的表情對他道歉。
諾伊茲・巴斯卡比魯（Zwei Baskervill，聲：廣橋涼；台：馮嘉德）
年齡不詳，身高163cm。
巴斯卡瓦子民。雖說句尾會加上「唷」及「呢」等孩子氣的語氣，但性格卻極為殘忍。
與「多爾蒂（聲：櫻井浩美；台：林美秀）」定立契約，能力是可用線控制他人。
想再次把奧茲推進「阿嵬茨」時失敗，逃走時被基爾巴擊中受傷。也因為她無視上級的命令，差點把奧茲殺死的武斷行動，被關禁閉。
對文森特有著接近瘋狂的熱愛，並聽從文森特的命令行事。
多爾蒂為了防止諾伊茲的心靈崩壞，產生了虛擬的人格—艾歌，諾伊茲說其是「回音」般的存在，
作為一名巴斯卡瓦子民卻有缺陷，沒辦法完全控制好靈體，常有失控的狀況發生，百年之前也因此常被關禁閉。
被關起來的期間和文森特結識，出於兩人都是扭曲的存在這點而建立起微妙的關係。對方常來探望自己，還被稱做「大姐姐」。
看見文森特強忍流下的淚水而決定從此保護文森。
夏洛特・巴斯卡比魯（Charlotte Baskervill，聲：豊口惠；台：林美秀）
年齡不明，身高164cm。
巴斯卡瓦子民。愛稱洛蒂(Lottie)，暗戀著自己的主人格連（奧茲華爾德）。喜歡可愛的服飾、討厭傑克，擅於刀和鞭之類的武器。
粉紅色頭髮、上圍豐滿、個性活潑的性感御姊，但是為了主人，仍會展現出殘酷的一面。
過去認識傑克，認為傑克是為了飛黃騰達才殺死葛蘭並感到憤怒。
簽訂契約的靈體為獅子「里昂」。
因為阿嵬茨造成時空錯亂，原本人在100年前的沙布利耶悲劇中進行屠殺，卻突然被阿嵬茨吞噬，約四年前才從阿嵬茨逃出來。
凡古・巴斯卡比魯（Fang Baskervill，聲：近藤孝行；台：曹冀魯）
年齡不明，身高189cm。巴斯卡瓦子民。左臉的刺青是參考莉莉的，瞇瞇眼，常使用敬語，使用一把寬大的劍為武器。武藝精湛，能與布雷克打成平手。
與類似浣熊的靈體「托布」簽訂契約。
為了保護莉莉，被布雷克的拐杖刀刺中，在對趕來的夏洛特說出「抱歉」後身體化為灰塵消逝於世。
達谷・巴斯卡比魯（Dug Baskervill，聲：白熊寛嗣；台：黃天佑）
年齡不明，身高202cm。巴斯卡瓦子民。右臉的刺青是參考莉莉的。不愛說話且個子高大，擅長藥草和毒藥，也很會畫畫，使用鐵球作為武器。
札伊·貝薩流士（Zai Vessalius，聲：大川透；台：黃天佑）
參見#貝薩流士家 Vessalius。
莉莉・巴斯卡比魯（Lily Baskervill）
外表是12歲，身高139cm。
巴斯卡瓦子民，棕髮藍眼，左臉有刺青，身材嬌小，個性十分孩子氣的蘿莉。因為阿嵬茨造成時空錯亂，從巴斯卡瓦家擁有的阿嵬茨之門逃脫出來。
希望可以與雷姆還有其他人成為朋友。
簽訂契約的靈體為犬型的「班德斯奈奇」。

## 阿比斯 Abyss
愛麗絲（Alice，聲：田村由香里/川澄綾子；台：林美秀）
參見#主要角色
阿嵬茨的意志（The Intention of the Abyss(Alyss)，聲：川澄綾子；台：林美秀）
亦稱白愛麗絲，與黑愛麗絲靈魂共同結合存在的雙胞胎。兩人共同擁有「愛麗絲」之名。
曾以白兔子（聲：柚木涼香；台：馮嘉德）的模樣出現，表示想殺死奧茲和吞噬「黑兔子愛麗絲」。
真實身分「得到白愛麗絲身體的阿嵬茨之核」，由萊維所命名，因萊維為了測試「構成阿嵬茨的力量是否可以為人所用」的實驗而出生。
頭髮是白色的。能與身處外界的黑愛麗絲交換身體。
由於一直只在「阿嵬茨」生活，經常感到寂寞，笑容也變得愈來愈少。
白愛麗絲的精神因長期與阿嵬茨之核共存而日漸崩潰，失去自我。
受到阿嵬茨之核的寂寞及對傑克的愛慕的影響，非常重視傑克，為了傑克什麼都可以做。曾相信傑克的話--「想要前來迎接真正的你」，使用蕾西遺留在阿嵬茨的黑兔子(奧茲的真身)的身體之一，製造了力量與格連的五頭鎖鏈不相百仲的鎖鏈「染血黑兔的奧茲」。
曾對重視哥哥的文森特說基爾巴特會死亡，令文森特決心打開阿嵬茨之門的關鍵之一。
看到奧茲在傑克的指使之下不停殺人並痛苦不堪的狀況後，為阻止自己繼續追求傑克而主動要求黑愛麗絲替她消除記憶，卻因為「阿嵬茨之核」的阻撓而使記憶被撕裂得七零八落的狀態，對傑克的執著更為瘋狂。
面貌極似母親蕾西，父親是萊維，髮色和瞳色都跟他一樣。
挖走了布雷克的左眼，裝在笑面貓身上，並希望布雷克實現她的願望而給他力量，她的願望是：「不想再作為阿嵬茨的意志存在下去、破壞我、救救『愛麗絲』」。
阿嵬茨之核
還沒有和白愛麗絲結合之前的狀態，是一個會發光的球體。
阿嵬茨力量的核心，據蕾西所言因為一直待在阿嵬茨深處的底層而感到十分寂寞。
因長期使用白愛麗絲的身體而使白愛麗絲的身心日漸崩潰。
因為太寂寞而在得到白愛麗絲的身體後變得十分執著，當聽到黑愛麗絲說要解放白愛麗絲時立刻性情大變，以為是要搶走他的朋友而對黑愛麗絲和基爾發動攻擊。
想要吞噬黑愛麗絲，一方面不想對白愛麗絲放手，另一方面認為這樣才會使「愛麗絲」變的完整。
性格非常不穩定，一意孤行地做自己認為對的事情。
笑面貓（Cheshire，聲：山口勝平；台：曹冀魯）
年齡不明，身高173cm。
愛麗絲記憶製造出來的空間鎖鏈─黑髮、紅眼、有著貓耳和貓尾巴。
負責看守愛麗絲最想消除的那片記憶─沙布里耶悲劇的記憶。
不需要契約者，與染血黑兔一樣是特別的鎖鏈。
真實身分是愛麗絲所飼養的黑貓，眼睛曾被文森挖掉，左眼是由「阿嵬茨的意志」從布雷克臉上挖下，再裝在笑面貓臉上。
撲克（Poker，台：曹冀魯）
曾在阿嵬茨中攻擊過奧茲。阿嵬茨中最低等的靈體之一。

## 其他
賣花的少女（Flower Girl，聲：名塚佳織；台：馮嘉德）
違法契約者，在奧茲面前墜入阿嵬茨。
威廉·維斯特（William West，聲：置鮎龍太郎；台：曹冀魯）
靈體「蟲（聲：大原崇）」的契約者。
因為家道中落、妻子病死而成為違法契約者，在「獵人頭事件」中被「潘朵拉」通緝，卻死在文森的槍口下。
菲力普·維斯特（Philip West，聲：比嘉久美子）
違法契約者「蟲」的兒子。目前被奈特雷伊的機構—「白天使之家」收留。
在加入白色天使之家的儀式中和蛋形胖矮子訂立契約，記憶因而被修改，亦忘記了父親已死的事實，總是稱父親有打電話和寄信給他。
被奧茲點明事實後不能接受，試圖用蛋形胖矮子的力量卻很快被奧茲砍殺其鎖鏈，強行被取消契約。
利法斯
看守封印格連的靈魂的封印之其中一名術士，被獵人頭事件的犯人（文森特‧奈特雷伊）所殺害。
瑪莉（Mary）
利法斯的僕人，從小被村落的人扔到森林裡，被利法斯撿到。
對利法斯非常忠心，使用据刀為武器，被利法斯吩咐「接近這座房子的人，除了唯一的例外，都由你親手埋葬」
被獵人頭事件的犯人（文森特‧奈特雷伊）所殺害。
伊斯拉·尤拉（Isla Yura）
鄰國統治者的兒子，某邪教教團內部的實際首領，拉攏艾略特的母親入教。傑克‧貝薩流士的狂熱追求者。有著封印的線索。
想要重演薩布里耶的悲劇，被阻止後被傑克殺死。死後將自己擁有的資料全留給巴爾馬。
1. ↑  漫畫55話